# Instituto de Geografia e Ordenamento do Território da Universidade de Lisboa
O Instituto de Geografia e Ordenamento do Território da Universidade de Lisboa (IGOT-ULisboa) é uma instituição de ensino público universitário dedicada ao ensino de Geografia. Possui dois curso de licenciatura (1.º ciclo de Bolonha) sendo a licenciatura em Geografia e licenciatura de Planeamento e Gestão do Território. Existem, contudo, varios programas de pós-graduações, mestrados e doutoramentos.
Está sediada na Cidade Universitária de Lisboa, na Alameda da Universidade, perto da Reitoria do ISCTE, à atrás da Faculdade de Farmácia e ao lado da Faculdade de Medicina Dentária.

## Hístoria
Os Estatutos do IGOT foram homologados pelo Despacho Reitoral nº 7767, de 17 de março de 2009 e publicados em Diário da República através do Despacho n.º 23162/2009, de 21 de outubro.
O processo de fusão da Universidade Técnica de Lisboa e da Universidade de Lisboa, que culminou na publicação dos Estatutos da Universidade de Lisboa de 2013 (Despacho normativo n.º 5-A/2013, de 19 de abril).
O IGOT realizou a respectiva revisão estatutária, decorrente da aprovação dos novos estatutos da Universidade de Lisboa, criada em 2013, que é a sucessora da Universidade Técnica de Lisboa e da Universidade de Lisboa.
O processo de revisão estatutária ficou concluído em 10 de dezembro de 2013, com a publicação dos Estatutos do IGOT homologados pelo Reitor da Universidade de Lisboa, através do Desp.º n.º 16034/2013, de 10 de dezembro.
A criação deste instituto resulta da autonomização do departamento de Geografia da Faculdade de Letras da Universidade de Lisboa.
O IGOT tem como missão promover um ensino superior de qualidade, ao nível da graduação, pós-graduação e formação ao longo da vida, desenvolver atividades de investigação e desenvolvimento, difundir conhecimentos e prestar consultoria técnica e científica especializada à comunidade, nos domínios da geografia, do ordenamento e gestão do território, das políticas de desenvolvimento e da coesão territorial, do urbanismo, do ambiente, dos recursos e dos riscos, das dinâmicas e da organização sócio-espacial.
Actualmente o IGOT é membro da AESOP – Associação das Escolas Europeias de Planeamento e tem um corpo docente e de investigadores altamente qualificado, com valências científicas muito diversas, elevada internacionalização e forte orientação para a investigação, e com competências para ministrar um ensino ao nível dos mais elevados padrões internacionais.
Os docentes estão integrados nos grupos de investigação do Centro de Estudos Geográficos, unidade de investigação e desenvolvimento de referência em Portugal, nos diferentes domínios da Geografia e no Ordenamento do Território.
A articulação entre ensino e investigação permite aos estudantes do IGOT alargar a sua formação e adquirir competências numa perspetiva interdisciplinar, um aspeto central e indispensável para garantir o acesso a um vasto leque de profissões, em empresas, na Administração Pública e nas ONG.
O IGOT está instalado na Cidade Universitária de Lisboa, num edifício moderno e funcional que garante todas as condições para o desenvolvimento do ensino e da investigação de excelência.

## Presidentes
| # | Presidente              | Período       | Ref   |
| - | ----------------------- | ------------- | ----- |
| 1 | Teresa Barata Salgueiro | 2009-2013     | [ 5 ] |
| 2 | Maria Lucinda Fonseca   | 2013-2018     | [ 6 ] |
| 3 | José Manuel Simões      | 2018-2023     | [ 7 ] |
| 4 | Mário Vale              | 2023-Presente | [ 8 ] |

## Órgãos

### Direção[9]
Presidente: Mário Vale
Vice-Presidentes: Ricardo Garcia, Maria Helena Esteves

### Conselho de Gestão
Presidente: Mário Vale
Vogais: José Luís Zêzere, Ana Paula Carreira, Ricardo Garcia

### Conselho Científico
Presidente do Conselho Científico: Mário Vale (por inerência)

#### Docentes
- José Luis Zêzere
- Eduarda Marques Costa
- Eduardo Brito-Henriques
- Margarida Queirós
- Jorge Malheiros
- António Lopes
- Patrícia Abrantes
- Ricardo Garcia

#### Investigadores CEG
- Gonçalo Vieira
- Jennifer McGarrigle
- Paulo Morgado
- Teresa Cabrita

### Conselho Escola
Presidente: A designar

#### Docentes
- Nuno Marques da Costa
- Eusébio Reis
- Carla Mora
- Francisco Roque de Oliveira
- Sérgio Claudino
- Alina Esteves
- Inês Boavida-Portugal

#### Não Docentes
- Maria João Raimundo

#### Estudantes
- Vasco Costa
- Matilde Mendes

### Conselho Pedagógico
Presidente: Herculano Cachinho

#### Docentes
- Raquel Melo
- Jorge Rocha

#### Estudantes
- Rafael Ribeiro
- Carolina Vieira
- Miguel Vilhena

## Associação de Estudantes
Associação de Estudantes do IGOT (AEIGOT), é a associação responsável por representar os alunos do IGOT-UL, e nesse âmbito tem como missão defender o supremo interesse dos estudantes do Instituto de Geografia e Ordenamento do Território da Universidade de Lisboa. A AEIGOT é associada da Federação Académica de Lisboa.

## Ligações Externas
- Página Oficial do IGOT
- Departamento de Geografia da FLUL